# Nagymányok
Nagymányok – miasto na Węgrzech, w Komitacie Tolna, w powiecie Bonyhád.